# 1956 Artek
1956 Artek este un asteroid din centura principală, descoperit pe 8 octombrie 1969 de Liudmila Cernîh.